# Ernie Collett (lední hokejista)
Ernie Collett (3. března 1895, York County, Ontario – 21. prosince 1951) byl kanadský reprezentační hokejový brankář.
S reprezentací Kanady získal jen jednu zlatou olympijskou medaili (1924).

## Úspěchy
- ZOH – 1924